# Cratere Jerusha
Jerusha  è un cratere sulla superficie di Venere.